# Mistrzostwa Europy w Lekkoatletyce 1978 – sztafeta 4 × 400 m kobiet
Sztafeta 4 × 400 metrów kobiet była jedną z konkurencji rozgrywanych podczas XII mistrzostw Europy w Pradze. Biegi eliminacyjne zostały rozegrane 2 września, a bieg finałowy 3 września 1978 roku. Zwycięzcą tej konkurencji została sztafeta Niemieckiej Republiki Demokratycznej w składzie: Christiane Marquardt, Barbara Krug, Christina Brehmer i Marita Koch. W rywalizacji wzięło udział czterdzieści osiem zawodniczek z dwunastu reprezentacji.

## Rekordy
| Rekord świata     | NRD · (Doris Maletzki, Brigitte Rohde, Ellen Streidt, Christina Brehmer) | 3:19,23 | Montreal, Kanada | 31.07.1976 |
| Rekord Europy     | NRD · (Doris Maletzki, Brigitte Rohde, Ellen Streidt, Christina Brehmer) | 3:19,23 | Montreal, Kanada | 31.07.1976 |
| Rekord mistrzostw | NRD · (Brigitte Rohde, Waltraud Dietsch, Angelika Handt, Ellen Streidt)  | 3:25,21 | Rzym, Włochy     | 08.09.1974 |

## Wyniki

### Eliminacje
Rozegrano dwa biegi eliminacyjne. Do finału awansowały po cztery najlepsze zespoły (Q).
Bieg 1
| Miejsce | Reprezentacja   | Zawodniczki                                                                     | Czas   | Uwagi |
| ------- | --------------- | ------------------------------------------------------------------------------- | ------ | ----- |
| 1       | ZSRR            | Tetiana Proroczenko, Nadieżda Muszta, Tatjana Prowidochina, Marija Kułczunowa   | 3:24,2 | Q     |
| 2       | Wielka Brytania | Karen Williams, Joslyn Hoyte, Verona Elder, Donna Hartley                       | 3:29,0 | Q     |
| 3       | Węgry           | Éva Mohácsi, Rozália Halmosi, Irén Orosz, Ilona Pál                             | 3:30,1 | Q     |
| 4       | Czechosłowacja  | Eva Ráková, Jindřiška Kubečková, Jozefína Čerchlanová, Jarmila Kratochvílová    | 3:31,2 | Q     |
| 5       | Francja         | Catherine Delachanal, Martine Jacquemin, Danièle Lairloup, Patricia Darbonville | 3:33,8 |       |
| 6       | Holandia        | Tilly Verhoef, Truus van Amstel, Coby Körmeling, Wilma Hillen                   | 3:34,7 |       |

Bieg 2
| Miejsce | Reprezentacja | Zawodniczki                                                                 | Czas   | Uwagi |
| ------- | ------------- | --------------------------------------------------------------------------- | ------ | ----- |
| 1       | NRD           | Christiane Marquardt, Barbara Krug, Christina Brehmer, Marita Koch          | 3:27,7 | Q     |
| 2       | RFN           | Elke Decker, Elke Barth, Gaby Bußmann, Silvia Hollmann                      | 3:30,9 | Q     |
| 3       | Polska        | Małgorzata Gajewska, Genowefa Błaszak, Krystyna Kacperczyk, Irena Szewińska | 3:31,2 | Q     |
| 4       | Rumunia       | Maria Samungi, Doina Badescu, Mariana Suman, Elena Tărîță                   | 3:31,8 | Q     |
| 5       | Finlandia     | Yvonne Hannus, Barbro Lindström, Mona-Lisa Pursiainen, Pirjo Häggman        | 3:32,2 |       |
| 6       | Belgia        | Anne Michel, Rosine Wallez, Anne-Marie Van Nuffel, Lea Alaerts              | 3:34,4 |       |

### Finał
| Miejsce | Reprezentacja   | Zawodniczki                                                                   | Czas    | Uwagi |
| ------- | --------------- | ----------------------------------------------------------------------------- | ------- | ----- |
| 1       | NRD             | Christiane Marquardt, Barbara Krug, Christina Brehmer, Marita Koch            | 3:21,20 | CR    |
| 2       | ZSRR            | Tetiana Proroczenko, Nadieżda Muszta, Tatjana Prowidochina, Marija Kułczunowa | 3:22,53 |       |
| 3       | Polska          | Małgorzata Gajewska, Krystyna Kacperczyk, Genowefa Błaszak, Irena Szewińska   | 3:26,76 |       |
| 4       | Wielka Brytania | Karen Williams, Joslyn Hoyte, Verona Elder, Donna Hartley                     | 3:27,17 |       |
| 5       | RFN             | Elke Decker, Elke Barth, Gaby Bußmann, Silvia Hollmann                        | 3:27,96 |       |
| 6       | Czechosłowacja  | Jarmila Kratochvílová, Jindřiška Kubečková, Eva Ráková, Jozefína Čerchlanová  | 3:30,4  |       |
| 7       | Rumunia         | Maria Samungi, Doina Badescu, Mariana Suman, Elena Tărîță                     | 3:30,7  |       |
| 8       | Węgry           | Éva Mohácsi, Rozália Halmosi, Irén Orosz, Ilona Pál                           | 3:32,2  |       |